# 目を閉じてごらん
「目を閉じてごらん」（"You Can Close Your Eyes"）はジェームス・テイラーの1971年のアルバム『マッド・スライド・スリム』に収録されたテイラーが作詞作曲した楽曲。この曲はテイラーのナンバー1シングル「君の友だち」のB面としてリリースされた。しばしば子守唄として説明されている。この曲は最初にテイラーの妹のケイト・テイラーの1971年のアルバム『シスター・ケイト』で録音された。この曲はカーリー・サイモン、リンダ・ロンシュタット、モーリーン・マクガヴァン、リッチー・ヘブンス、シェリル・クロウ、スティング、エディ・ヴェダーとナタリー・マインズおよびキングズ・シンガーズなど、多くのアーティストにカバーされている。

## ジェームス・テイラーのバージョン
テイラーは「目を閉じてごらん」を1971年初頭に録音される約1年前に書いている。テイラーはこの曲を
「世俗的な讃美歌」とみなしている。著述家のデイヴ・トンプソンはそれまでにテイラーが書いた最高の曲と考えている。オールミュージックの評論家、ビル・ジャノヴィッツは「目を閉じてごらん」を「美しい子守唄」と解説し、ローリング・ストーン誌の評論家、ベン・ガーソンも同じように「申し分のない子守唄」と呼んでいる。評論家のアル・ルーディスはさらに進んで、この曲は「子守唄作者の[テイラーの]世界チャンピオンシップを保持し続けている」と述べている。オールミュージックのウィリアム・ルールマンはこの曲をロマンスを肯定する「感動的な」歌と表現している。マーティン・チャールズ・ストロングはこの曲を「君の友だち」よりも「アイらしく」「より影響力があると述べている。音楽研究家のジェームズ・ペロンは「目を閉じてごらん」のメロディおよび歌詞と、テイラーの以前の作品、「思い出のキャロライナ」のリフレインとの間の類似性を見出した。ガーソンはこの曲のメロディとキャット・スティーヴンスの "Here Comes My Baby" と比較している。
ジャノヴィッツは歌詞の二重性を指摘している。歌詞は、おそらく喧嘩の後で、歌い手の恋人を慰めようとする試みである。しかし、歌詞はまた彼が"But I can sing this song/And you can sing this song when I'm gone"（でもぼくはこの歌を歌うことができる/そしてぼくが居なくなったら君はこの歌を歌うことができるよ）と歌い、"I'm gone" が二人の関係の終わりを意味するのか、ただ単にどこかに行ってしまうのかを明確にしていないにもかかわらず彼が彼女のもとを間もなく離れることを示唆し、不吉な音が聞こえるかもしれない。ペロンは歌を通してしか感情を表現できない歌手の主題が「目を閉じてごらん」に「自伝的な響きの本物らしさ」を与えるとしている。ペロンは「通常とは異なる全体の構造となにか予測できないフレーズの構造」が「心からの自発性」の感覚を生み出すと感じている。ガーソンは別れの歌の主題と、この曲が歌手の最後の曲になりうることはアルバム『マッド・スライド・スリム』に一貫したテーマであり、「目を閉じてごらん」を「曲を否認する曲」と呼んでいる。
トンプソン及びシーラ・ウェラーを含む書き手たちはこの曲がテイラーの一時的なガールフレンドだったジョニ・ミッチェルに向けて書かれたものであることを示唆している。テイラーはこの説を認めており、少なくとも一度はステージ上でこの曲がミッチェルのために作られたものであることを認めている。この曲はテイラーの映画『断絶』出演のためにミッチェルとともにニューメキシコ州トゥクムカリのホテルに滞在中に作られた。唯一の楽器はテイラーのアコースティック・ギターでだが、ライブ演奏のエンディングのリフでは実際には2つのギターの音が混ざり合ってバロック調の効果を生み出していることが確認されている。ジャノヴィッツは特に曲の初めと終わりに「ルネッサンスがカントリー・フォークのリフと出会う」テイラーの「優雅な」ギター演奏を称賛している。ジャノヴィッツはテイラーの「傷つきやすく」「静かな」歌唱も称賛している。
テイラーは「目を閉じてごらん」を他の歌手との共演を含めてライブコンサートで何度も演奏している。1970年代前半にはミッチェルともこの曲を共演している。1970年10月16日のそのようなパフォーマンスの一つが2009年のアルバム『アムチトカ』に収められている。キャロル・キングとの共演は2010年のアルバム『トルバドール・リユニオンに収録されている。ソロでのライブ演奏は1998年のビデオ『ライブ・アット・ザ・ビーコン・シアター』の一曲目に、別のソロのライブ演奏が2007年のライブ・アルバム『ワン・マン・バンド』締めくくっている。ライブ演奏の一つはThe Essential James Taylor に収録されている。ライブ・バージョンの一つは日本で発売されたコンピレーション・アルバム『グレイテスト・ヒッツVolume 2』に収録されている。スタジオ・バージョンはコンピレーション・アルバム『ベスト・オブ・ジェームス・テイラー』にも納めれている。2011年9月11日、テイラーはこの曲をアメリカ同時多発テロ事件の10周年のためにニューヨーク市のナショナル・セプテンバー11メモリアル&ミュージアムで演奏した。

## カバー・バージョン
リンダ・ロンシュタットは1974年のアルバム『悪いあなた』の最後の曲としてカバーした。音楽ジャーナリストのデイヴ・トンプソンによれば、テイラーの『マッド・スライド・スリム』とロンシュタットの『悪いあなた』両方をプロデュースした音楽プロデューサーのピーター・アッシャーがロンシュタットのためにこの曲を再発見した。トンプソンはこの曲が『悪いあなた』の「クライマックス」と考えている。
ジェームス・テイラーの元妻のカーリー・サイモンはこの曲を2007年のアルバム『イントゥ・ホワイト』で彼女とテイラーの間の子供、サリー・テイラーおよびベン・テイラーと共にカバーしている。著述家のシーラ・ウェラーはこのバージョンを「ゆっくり、虹のよう」で「驚くほど美しい」と解説している。オールミュージックの評論家、トム・ジュレックによれば、このバージョンでは母と子が「豪華に演奏している」。
テイラーの妹のケイト・テイラーはこの曲を1971年のアルバム『シスター・ケイト』に収録した。オールミュージックの評論家、ジョー・ヴィグリオーネはこの曲を『シスター・ケイト』の「本物のノックアウト曲」と呼んだ。
リッチー・ヘブンスは「目を閉じてごらん」を1976年のアルバムThe End of the Beginning でカバーした。モーリーン・マクガヴァンは「目を閉じてごらん」を1992年のアルバム Baby I'm Yours の最後の曲としてカバーした。シェリル・クロウは2003年のアルバム Artist's Choice: Sheryl Crow でこの曲をカバーした。ア・カペラ・グループのキングズ・シンガーズは2008年のアルバム Simple Gifts でこの曲をカバーし、The Young'unsは2012年オアルバム Whn Our Grandfathers Said No でこの曲をア・カペラでカバーした。
スティングは「目を閉じてごらん」を2006年のジェームス・テイラー・トリビュート・コンサートで演奏した。パール・ジャムのエディ・ヴェダーはディクシー・チックスのナタリー・マインズと共に2010年のコンサートでこの曲をカバーした。